# Cloaka Company
Cloaka Company est un groupe de hip-hop espagnol originaire de Saragosse, dans l'Aragon. Il est formé par Hazhe (DJ), Xhelazz (MC), Erik B. (MC) et Fran FueTheFirst (MC).

## Biographie
Le groupe est originaire de Saragosse, dans l'Aragon. Les débuts musicaux des membres de la Cloaka Company remontent à 1994, mais ce n'est qu'à partir de 1996 que le groupe est lancé sous le nom de Imperio, et plus tard Olimpo. Ils choisissent finalement le nom Cloaka Company et publient une démo en 2001 intitulée Desde las sombras.
En 2003 sort son premier et unique album, intitulé Verso municcione. En 2004, R de Rumba publie son premier album homonyme qui fait participer Frank-T, Lirico, Tote King, Cloaka Company et Hermano L.Le groupe se sépare en 2005, les membres continuant chacun leur carrière solo respectifs.

## Discographie

### Albums studio
- 2003 : Verso Municcione (LP)

### Collaborations
- 2004 : Rapsusklei - Poesía básica (démo)
- 2004 : Rapsusklei & Hazhe - Hijos de puta para todo
- 2004 : VV.AA. - Cuando la calle suena
- 2004 : VV.AA. - Zaragoza Realidad
- 2004 : R de Rumba - R de Rumba (LP)

### Autres
- 2001 : Maqueta (démo)

## Discographie en solo
- Erik B. - El puto jefe, la leyenda (maxi) (2004)
- Erik B. - Larga vida al rey (LP) (2005)
- Hazhe - Con el micrófono en la mano (LP) (2000)
- Hazhe - Agua Pura" (mixtape) (2003)
- Hazhe - Creador series vol.2 (EP) (2005)
- Hazhe - Petróleo (démo) (2006)
- Xhelazz - Chelas (démo) (2001)
- Xhelazz - Resurrección (démo) (2003)
- Xhelazz - ¿Te rapeas algo? (démo instrumentale) (2004)
- Xhelazz - Xhelazz (maxi) (2005)
- Xhelazz - ¿Te rapeas algo 2? (démo instrumentale) (2006)